# Fußball-Europameisterschaft 1980/Gruppe 1
| Pl.                                                                                           | Land             | Sp. | S | U | N | Tore    | Diff. | Punkte |
| --------------------------------------------------------------------------------------------- | ---------------- | --- | - | - | - | ------- | ----- | ------ |
| 1.                                                                                            | BR Deutschland   | 3   | 2 | 1 | 0 | 004:200 | +2    | 05:10  |
| 2.                                                                                            | Tschechoslowakei | 3   | 1 | 1 | 1 | 004:300 | +1    | 03:30  |
| 3.                                                                                            | Niederlande      | 3   | 1 | 1 | 1 | 004:400 | ±0    | 03:30  |
| 4.                                                                                            | Griechenland     | 3   | 0 | 1 | 2 | 001:400 | −3    | 01:50  |
| Für die Platzierung 2 und 3 ist die bessere Tordifferenz aus allen Gruppenspielen maßgeblich. |                  |     |   |   |   |         |       |        |

Gruppe 1 der Fußball-Europameisterschaft 1980:

## Tschechoslowakei – BR Deutschland 0:1 (0:0)
| Tschechoslowakei                              | Tschechoslowakei | BR Deutschland | BR Deutschland |
| --------------------------------------------- | --- | --- | -------------- |
| Tschechoslowakei                              | \| 1. Gruppenspiel \| \| 11. Juni um 17:45 Uhr in Rom (Olympiastadion) \| \| Zuschauer: 10.500 \| \| Schiedsrichter: Alberto Michelotti ( Italien) \| \| Spielbericht \|                                                              | \| 1. Gruppenspiel \| \| 11. Juni um 17:45 Uhr in Rom (Olympiastadion) \| \| Zuschauer: 10.500 \| \| Schiedsrichter: Alberto Michelotti ( Italien) \| \| Spielbericht \|                                                                | BR Deutschland |
| Tschechoslowakei                              | Jaroslav Netolička – Anton Ondruš , Jozef Barmoš, Ladislav Jurkemik, Koloman Gögh – Ján Kozák, Antonín Panenka, Miroslav Gajdůšek (66. Marián Masný), Ladislav Vízek – František Štambacher, Zdeněk Nehoda Cheftrainer: Jozef Vengloš | Toni Schumacher – Manfred Kaltz, Bernhard Cullmann, Karlheinz Förster, Bernard Dietz – Bernd Förster (60. Felix Magath), Uli Stielike, Hans-Peter Briegel, Hansi Müller – Karl-Heinz Rummenigge, Klaus Allofs Cheftrainer: Jupp Derwall | BR Deutschland |
| Tschechoslowakei                              | 0:1 Karl-Heinz Rummenigge (57.) | | BR Deutschland |
| Tschechoslowakei                              | Dietz, K. Allofs | | BR Deutschland |
| 1. Gruppenspiel                               | | |                |
| 11. Juni um 17:45 Uhr in Rom (Olympiastadion) | | |                |
| Zuschauer: 10.500                             | | |                |
| Schiedsrichter: Alberto Michelotti ( Italien) | | |                |
| Spielbericht                                  | | |                |

## Griechenland – Niederlande 0:1 (0:0)
| Griechenland                                       | Griechenland | Niederlande | Niederlande |
| -------------------------------------------------- | --- | --- | ----------- |
| Griechenland                                       | \| 1. Gruppenspiel \| \| 11. Juni um 20:30 Uhr in Neapel (Stadio San Paolo) \| \| Zuschauer: 14.990 \| \| Schiedsrichter: Adolf Prokop ( DDR) \| \| Spielbericht \| | \| 1. Gruppenspiel \| \| 11. Juni um 20:30 Uhr in Neapel (Stadio San Paolo) \| \| Zuschauer: 14.990 \| \| Schiedsrichter: Adolf Prokop ( DDR) \| \| Spielbericht \|                                                                                        | Niederlande |
| Griechenland                                       | Vasilios Konstantinou – Georgios Firos, Ioannis Kirastas, Anthimos Kapsis, Konstantinos Iosifidis – Spyros Livathinos, Christos Terzanidis, Konstantinos Kouis, Christos Ardizoglou (68. Nikolaos Anastopoulos) – Georgios Kostikos (78. Maik Galakos), Thomas Mavros Cheftrainer: Alketas Panagoulias | Piet Schrijvers (13. Pim Doesburg), Ruud Krol, Bennie Wijnstekers, Michel van de Korput, Hugo Hovenkamp – Willy van de Kerkhof, Arie Haan, Huub Stevens, Martien Vreijsen (46. Dick Nanninga) – Kees Kist, René van de Kerkhof Cheftrainer: Jan Zwartkruis | Niederlande |
| Griechenland                                       | 0:1 Kist (65., Foulelfmeter) | | Niederlande |
| Griechenland                                       | Mavros | W. van de Kerkhof | Niederlande |
| 1. Gruppenspiel                                    | | |             |
| 11. Juni um 20:30 Uhr in Neapel (Stadio San Paolo) | | |             |
| Zuschauer: 14.990                                  | | |             |
| Schiedsrichter: Adolf Prokop ( DDR)                | | |             |
| Spielbericht                                       | | |             |

## BR Deutschland – Niederlande 3:2 (1:0)
| BR Deutschland                                     | BR Deutschland | Niederlande | Niederlande |
| -------------------------------------------------- | --- | --- | ----------- |
| BR Deutschland                                     | \| 2. Gruppenspiel \| \| 14. Juni um 17:45 Uhr in Neapel (Stadio San Paolo) \| \| Zuschauer: 29.889 \| \| Schiedsrichter: Robert Wurtz ( Frankreich) \| \| Spielbericht \|                                                                                  | \| 2. Gruppenspiel \| \| 14. Juni um 17:45 Uhr in Neapel (Stadio San Paolo) \| \| Zuschauer: 29.889 \| \| Schiedsrichter: Robert Wurtz ( Frankreich) \| \| Spielbericht \|                                                                              | Niederlande |
| BR Deutschland                                     | Toni Schumacher – Manfred Kaltz, Uli Stielike, Karlheinz Förster, Bernard Dietz (73. Lothar Matthäus) – Bernd Schuster, Hans-Peter Briegel, Hansi Müller (65. Felix Magath), Karl-Heinz Rummenigge – Horst Hrubesch, Klaus Allofs Cheftrainer: Jupp Derwall | Piet Schrijvers – Bennie Wijnstekers, Ruud Krol, Michel van de Korput, Hugo Hovenkamp (46. Dick Nanninga) – Willy van de Kerkhof, Arie Haan, Huub Stevens, Johnny Rep – Kees Kist (70. Frans Thijssen), René van de Kerkhof Cheftrainer: Jan Zwartkruis | Niederlande |
| BR Deutschland                                     | 1:0 Klaus Allofs (20.) 2:0 Klaus Allofs (60.) 3:0 Klaus Allofs (65.) | 3:1 Johnny Rep (79., Foulelfmeter) 3:2 Willy van de Kerkhof (85.) | Niederlande |
| BR Deutschland                                     | Schuster | Stevens | Niederlande |
| 2. Gruppenspiel                                    | | |             |
| 14. Juni um 17:45 Uhr in Neapel (Stadio San Paolo) | | |             |
| Zuschauer: 29.889                                  | | |             |
| Schiedsrichter: Robert Wurtz ( Frankreich)         | | |             |
| Spielbericht                                       | | |             |

## Tschechoslowakei – Griechenland 3:1 (2:1)
| Tschechoslowakei                              | Tschechoslowakei | Griechenland | Griechenland |
| --------------------------------------------- | --- | --- | ------------ |
| Tschechoslowakei                              | \| 2. Gruppenspiel \| \| 14. Juni um 20:30 Uhr in Rom (Olympiastadion) \| \| Zuschauer: 7.614 \| \| Schiedsrichter: Patrick Partridge ( England) \| \| Spielbericht \|                                                                      | \| 2. Gruppenspiel \| \| 14. Juni um 20:30 Uhr in Rom (Olympiastadion) \| \| Zuschauer: 7.614 \| \| Schiedsrichter: Patrick Partridge ( England) \| \| Spielbericht \| | Griechenland |
| Tschechoslowakei                              | Stanislav Seman – Anton Ondruš , Jozef Barmoš, Ladislav Jurkemik, Koloman Gögh – Ján Kozák, Antonín Panenka, Jan Berger (18. Verner Lička), Marián Masný – Ladislav Vízek, Zdeněk Nehoda (75. Miroslav Gajdůšek) Cheftrainer: Jozef Vengloš | Vasilios Konstantinou – Georgios Firos, Ioannis Kirastas, Anthimos Kapsis, Konstantinos Iosifidis – Spyros Livathinos, Christos Terzanidis (46. Maik Galakos), Konstantinos Kouis, Georgios Kostikos (57. Charalambos Xanthopoulos) – Thomas Mavros, Nikolaos Anastopoulos Cheftrainer: Alketas Panagoulias | Griechenland |
| Tschechoslowakei                              | 1:0 Panenka (6.) 2:1 Vízek (26.) 3:1 Nehoda (63.) | 1:1 Anastopoulos (14.) | Griechenland |
| 2. Gruppenspiel                               | | |              |
| 14. Juni um 20:30 Uhr in Rom (Olympiastadion) | | |              |
| Zuschauer: 7.614                              | | |              |
| Schiedsrichter: Patrick Partridge ( England)  | | |              |
| Spielbericht                                  | | |              |

## Tschechoslowakei – Niederlande 1:1 (1:0)
| Tschechoslowakei                                           | Tschechoslowakei | Niederlande | Niederlande |
| ---------------------------------------------------------- | --- | --- | ----------- |
| Tschechoslowakei                                           | \| 3. Gruppenspiel \| \| 17. Juni um 17:45 Uhr in Mailand (Giuseppe-Meazza-Stadion) \| \| Zuschauer: 11.889 \| \| Schiedsrichter: Hilmi Ok ( Türkei) \| \| Spielbericht \|                                                                               | \| 3. Gruppenspiel \| \| 17. Juni um 17:45 Uhr in Mailand (Giuseppe-Meazza-Stadion) \| \| Zuschauer: 11.889 \| \| Schiedsrichter: Hilmi Ok ( Türkei) \| \| Spielbericht \|                                                                                | Niederlande |
| Tschechoslowakei                                           | Jaroslav Netolička – Anton Ondruš , Jozef Barmoš, Rostislav Vojáček, Koloman Gögh – Antonín Panenka (89. František Štambacher), Ján Kozák, Ladislav Jurkemik, Marián Masný (67. Verner Lička) – Ladislav Vízek, Zdeněk Nehoda Cheftrainer: Jozef Vengloš | Piet Schrijvers – Bennie Wijnstekers, Ruud Krol, Michel van de Korput, Hugo Hovenkamp – Frans Thijssen, Willy van de Kerkhof, Jan Poortvliet, Johnny Rep – Dick Nanninga (46. Arie Haan), René van de Kerkhof (17. Kees Kist) Cheftrainer: Jan Zwartkruis | Niederlande |
| Tschechoslowakei                                           | 1:0 Nehoda (16.) | 1:1 Kist (59.) | Niederlande |
| Tschechoslowakei                                           | Rep, Haan | | Niederlande |
| 3. Gruppenspiel                                            | | |             |
| 17. Juni um 17:45 Uhr in Mailand (Giuseppe-Meazza-Stadion) | | |             |
| Zuschauer: 11.889                                          | | |             |
| Schiedsrichter: Hilmi Ok ( Türkei)                         | | |             |
| Spielbericht                                               | | |             |

## BR Deutschland – Griechenland 0:0
| BR Deutschland                                   | BR Deutschland | Griechenland | Griechenland |
| ------------------------------------------------ | --- | --- | ------------ |
| BR Deutschland                                   | \| 3. Gruppenspiel \| \| 17. Juni um 20:30 Uhr in Turin (Stadio Comunale) \| \| Zuschauer: 13.901 \| \| Schiedsrichter: Brian McGinlay ( Schottland) \| \| Spielbericht \|                                                                                          | \| 3. Gruppenspiel \| \| 17. Juni um 20:30 Uhr in Turin (Stadio Comunale) \| \| Zuschauer: 13.901 \| \| Schiedsrichter: Brian McGinlay ( Schottland) \| \| Spielbericht \| | Griechenland |
| BR Deutschland                                   | Toni Schumacher – Manfred Kaltz, Uli Stielike, Karlheinz Förster, Bernd Förster (46. Miroslav Votava) – Bernhard Cullmann , Hans-Peter Briegel, Hansi Müller, Caspar Memering – Karl-Heinz Rummenigge (66. Karl Del’Haye), Horst Hrubesch Cheftrainer: Jupp Derwall | Eleftherios Poupakis – Pantelis Nikolaou, Ioannis Gounaris, Petros Ravoussis, Charalambos Xanthopoulos – Spyros Livathinos, Takis Nikoloudis (65. Georgios Koudas), Maik Galakos, Christos Ardizoglou – Thomas Mavros (79. Georgios Kostikos), Konstantinos Kouis Cheftrainer: Alketas Panagoulias | Griechenland |
| BR Deutschland                                   | Gounaris | | Griechenland |
| 3. Gruppenspiel                                  | | |              |
| 17. Juni um 20:30 Uhr in Turin (Stadio Comunale) | | |              |
| Zuschauer: 13.901                                | | |              |
| Schiedsrichter: Brian McGinlay ( Schottland)     | | |              |
| Spielbericht                                     | | |              |